# Уинона (окръг, Минесота)
Окръг Уинона (на английски: Winona County) е окръг в щата Минесота, Съединени американски щати. Площта му е 1663 km², а населението - 49 985 души (2000). Административен център е град Уинона.